# Henri Cohen (polo aquático)
Henri Cohen ( - 1930) foi um jogador de polo aquático belga, medalhista olímpico.
Henri Cohen fez parte do elenco medalha de prata de Paris 1900. Era membro do Brussels Swimming and Water-Polo Club.